# Birch Hills
Birch Hills est une communauté située dans la province de la Saskatchewan, dans le centre.